# ХК Комета Брно
Комета Брно је један од најпопуларнијих хокејашких клубова у Чешкој Републици. Тим је основан 1953. године под именом Црвена звезда Брно (чеш. Rudá Hvězda Brno) и тада је био армијски клуб. Тим је био шампион Чехословачке / Чешке 13 пута. Садашњи назив носи од 1994. године, од 1996. године је наступао у другој по рангу чешкој хокејашкој лиги, тренутно је члан прве најјаче лиге. Своје утакмице игра у Старобрно Рондо Арени.

## Успеси тима
- Шампион Чехословачке: 1954/1955, 1955/1956, 1956/1957, 1957/1958, 1959/1960, 1960/1961, 1961/1962, 1962/1963, 1963/1964, 1964/1965, 1965/1966
- Шампион Чешке: 2016/2017, 2017/2018
- Освајач Типспорт хокеј купа: 2008. године

## Историја имена клуба
- 1953 – Црвена звезда (Rudá hvězda) Брно
- 1962 – ЗКЛ Брно
- 1976 – ТЈ Зетор Брно
- 1990 – ХЦ Зетор Брно
- 1993 – ХЦ Краловополска Брно
- 1994 – ХЦ Комета Брно
- 1995 – ХЦ Комета Брно БВВ
- 1997 – ХЦ Комета Брно